# Isla Paraíso
Isla Paraíso est une mini-série pour internet, produite par Venevisión Internacional en 2007. Elle avait pour protagonistes Elizabeth Gutiérrez et Julián Gil, et pour antagonistes Marjorie de Sousa et Bobby Larios.

## Synopsis
Armando et Viviana sont fiancés et vivent sur un bateau qui fait soudain naufrage. Maite (la sœur de Viviana) réussit à survivre au naufrage et  vit maritalement avec Armando durant un mois sur une île déserte. Pensant que Viviana est morte, elle tente de séduire Armando, puisque ses fiançailles n'ont plus de sens. Pourtant Viviana a survécu et se trouve de l'autre côté de l'île, retenue par un criminel qui a assassiné son propre frère et a fait sombrer le bateau parce que la police est à sa recherche. C'est une île sur laquelle tout peut se passer et où il règne une ambiance tropicale, où tout peut arriver avec la mer comme seul témoin. Armando lui donne le nom de Isla Paraíso, où toute folie est permise selon Maite.

## Distribution
- Elizabeth Gutiérrez : Viviana
- Julián Gil : Armando
- Marjorie de Sousa : Maite
- Bobby Larios : Jorge
- Laura Ferretti : Ángela
- Robert Avellanet : Padre José
- Raúl Olivo : Ulises
- Carlos Maldonado : Alberto
- Liannet Borrego : Heidy
- Julio Capote : Don Casildo